# Pays de Tulle
Das Pays de Tulle ist eine traditionsreiche französische Landschaft im Herzen des Départements Corrèze. Sie liegt im historischen Limousin und ist Teil der Region Nouvelle-Aquitaine.

## Geographie

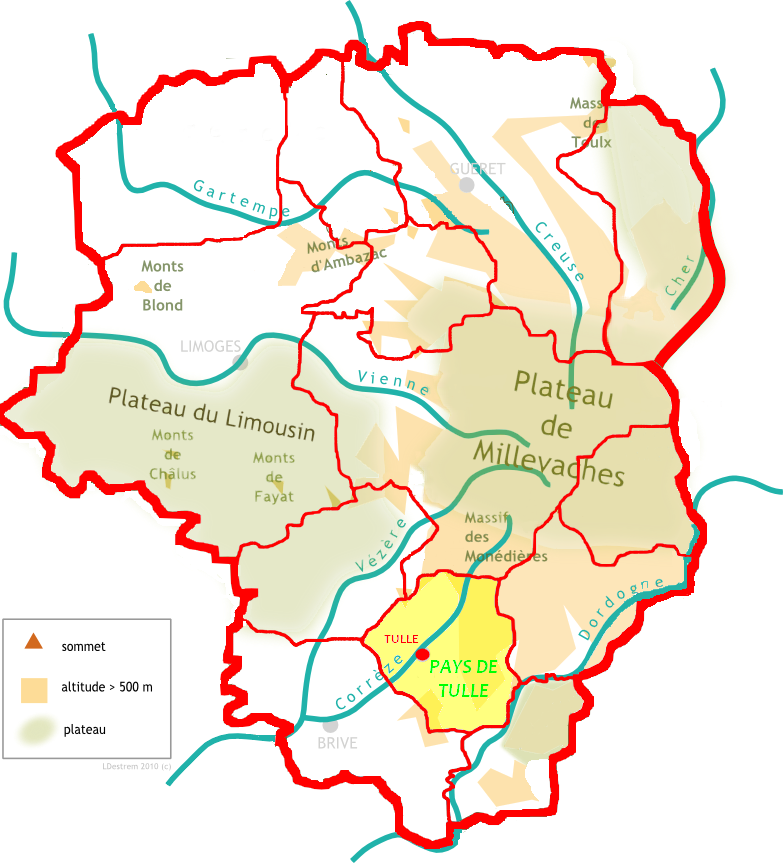
Lagekarte des Pays de Tulle (in Gelb) im Limousin

Das Pays de Tulle, deutsch Land(schaft) von Tulle, umgibt die namensverleihende Stadt Tulle, Sitz der Präfektur des Départements Corrèze.
Es wird von folgenden Naturräumen umgeben:
- der Montagne limousine mit dem Massif des Monédières im Norden
- der Dordogne limousine im Osten
- der Xaintrie im Südosten
- dem Briver Becken im Südwesten
- dem Pays d’Uzerche im Westen.

Verwaltungsmäßig erstreckt sich das Pays de Tulle im Wesentlichen über die 45 Gemeinden des Gemeindeverbandes Tulle Agglo.

## Hydrographie
Das Pays de Tulle wird in etwa mittig von der Corrèze entwässert, die nach Südwest abfließt und im Briver Becken als linker Nebenfluss in die Vézère mündet. Im äußersten Südosten wird gerade noch die Dordogne berührt, welche ebenfalls in Südwestrichtung drainiert.

## Geologie

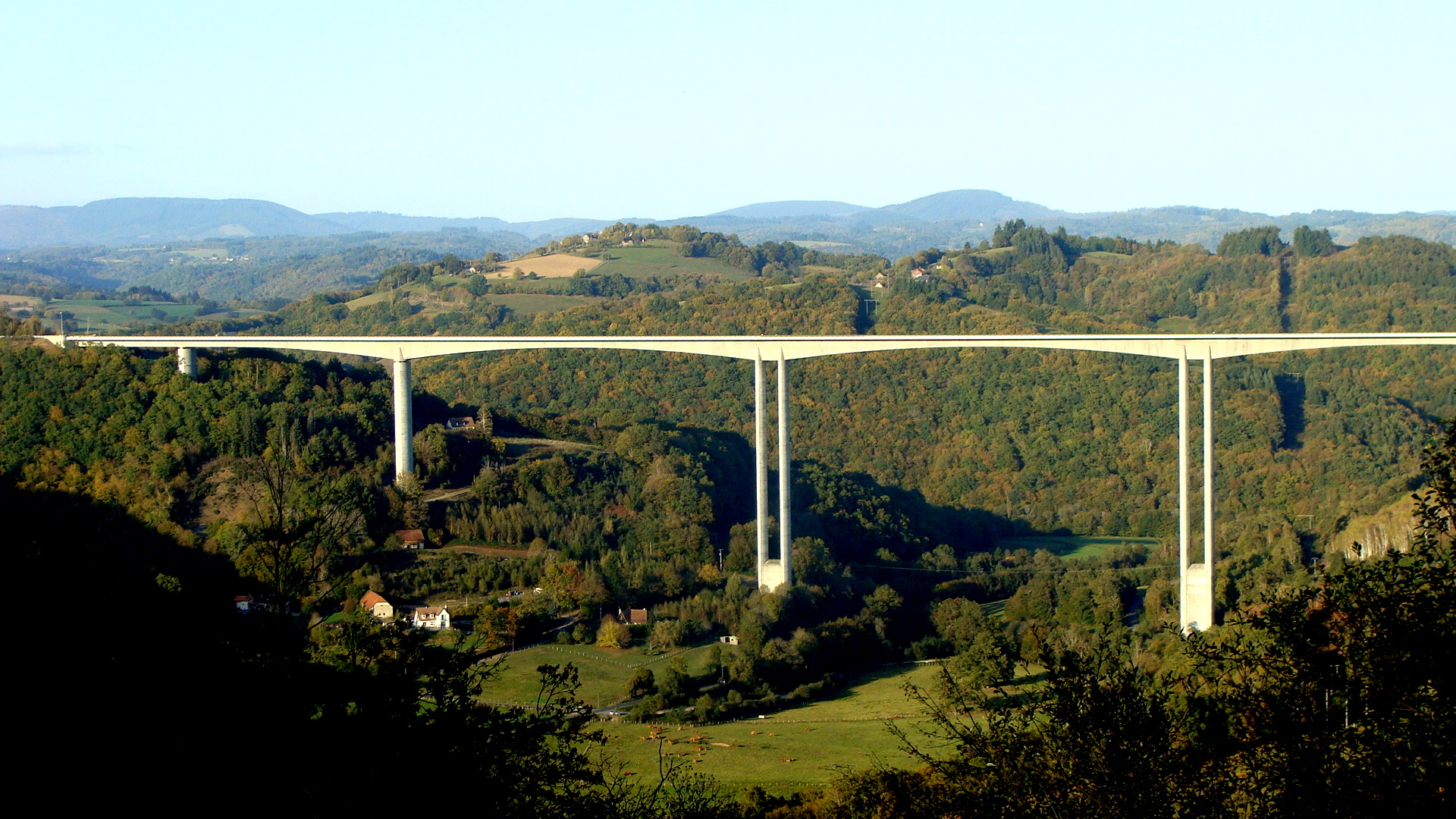
Die Autobahnbrücke (der A 89) Viaduc des Angles bei Naves

Geologisch gehört das Pays de Tulle vollständig zum kristallinen Grundgebirge des westlichen Massif Central. Anstehend sind Gneise, Glimmerschiefer, Granitoide, Amphibolite und seltene Eklogite. Die Nordnordwest-streichende Argentat-Störung – eine bedeutende, mehrere Kilometer breite kataklastische Bruchzone – teilt die Region in zwei Terrane. Im Osten befindet sich die in etwa Nord-Süd-streichende parautochthone Aufwölbung des Plateau de Millevaches mit ihren Glimmerschiefern und Granitoiden – diese wird aber nur randlich gestreift. Der Löwenanteil im Westen besteht aus Gesteinen der Oberen und Unteren Gneisdecke. Erstere ist von der Unteren Gneisdecke abgeglitten und enthält Quarzdioritintrusionen. Die Untere Gneisdecke erscheint im Kernbereich in einer Südost-Nordwest-streichenden Antiklinalstruktur – der Tulle-Antikline. Diese schließt sich im Süden des Uzerche-Synklinoriums an. In ihren Sattelbereich aus Leptyniten (ehemaligen Rhyolithen) und kambrischen migmatitischen Orthogneisen ist vor 317 Millionen Jahren (Bashkirium) der Cornil-Granodiorit eingedrungen.
Die rechts verschiebende und Südost-streichende Estivaux-Störung trennt sodann im äußersten Westen das gesamte amphibolitfazielle Terran gegenüber der grünschieferfaziellen Thiviers-Payzac-Einheit ab. Weiter südlich schließt sich noch mit Störungskontakt oder mittels Diskordanz das Oberkarbon und Permomesozoikum des Briver Beckens an.